# Henry Taylor (natation)
Pour les articles homonymes, voir Henry Taylor et Taylor.
Henry Taylor, né le 17 mars 1885 et mort le 28 février 1951, était un nageur britannique.

## Biographie
Henry Taylor a participé aux Jeux olympiques intercalaires de 1906, aux Jeux olympiques de 1908, de 1912 et de 1920. Il a également servi dans la Royal Navy pendant la Première Guerre mondiale et a continué à nager jusqu'en 1926. Sa fortune a chuté après sa retraite sportive et il meurt pauvre. Son record de trois médailles d'or obtenues lors d'une édition des Jeux - le maximum de titres obtenus par un Britannique - a tenu pendant 100 ans, jusqu'à ce que Chris Hoy ne l'égale en 2008.

### Sa jeunesse
Henry Taylor est né à Oldham dans le Lancashire, le 17 mars 1885, fils de James Taylor, mineur et Elizabeth Taylor. Ses parents sont morts alors qu'il était encore jeune si bien qu'il a été élevé par son frère aîné, Bill. Taylor a appris à nager dans le Hollinwood canal et pratiqué dans le lac du Alexandra Park. À sept ans, il participait à sa première course.
Bill est devenu son entraîneur et Henry a continué de s'entraîner à Oldham puis, dès 1894, à Chadderton. Durant cette période, il continuait de nager dans le canal et quand il eut un travail dans une filature de coton, il nageait dans le canal pendant la pause de midi.
Mesurant 1,65 m pour 66 kg, il portait un maillot de bain en soie qui pesait une once.

### Sa carrière
Taylor a attiré l'attention grâce à ses succès avec le Chadderton Swimming Club. Il fut sélectionné pour les Jeux olympiques intercalaires de 1906. Bien qu'il n'était pas supposé y gagner de médailles, il remporta l'or sur le mile en nage libre, l'argent sur le 400 m nage libre et le bronze en relais 4 × 250 m nage libre. Plus tard dans l'année 1906, Taylor battit le record du monde du 880 yards (800 m) et fut automatiquement sélectionné pour les Jeux olympiques de 1908.

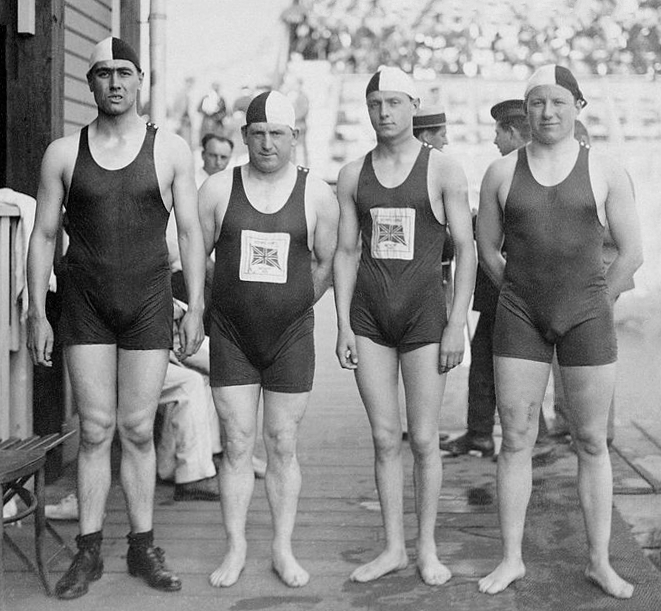
Harold Annison, Henry Taylor, Edward Peter et Leslie Savage compose le relais nage libre qui ira aux Jeux olympiques de 1920

Pendant les Jeux de 1908 à Londres, Taylor remporta l'or dans toutes les épreuves auxquelles il a participé : le 400 m nage libre, le relais 4 × 200 m nage libre et le 1 500 m nage libre. Il a remporté toutes ses courses pour accéder à ces 3 finales, à l'exception de la demi-finale du 400 m nage libre où, après de bonnes séries, il termina deuxième derrière l'Autrichien Otto Scheff, qui avait remporté le titre sur cette distance aux Jeux olympiques intercalés de 1906. En finale, Taylor termina 10 secondes devant l'Autrichien qui se contenta du bronze. La presse britannique a salué Taylor comme « le plus grand nageur britannique amateur ». Il fut le premier nageur recordman du 1 500 m nage libre, un exploit qu'il réalisa le 24 juillet 1908 avec un temps de 22 min 46 s 4 à Londres. Ses trois médailles d'or obtenues aux Jeux olympiques de 1908 constituent encore un record pour un athlète britannique. Seul le cycliste Chris Hoy, un siècle plus tard, aux Jeux olympiques d'été de 2008, put l'égaler.
Quatre ans plus tard, en 1912, Taylor fut sélectionné pour participer aux Jeux de Stockholm. Il y aida son équipe à remporter le bronze en relais 4 × 200 m. En 1916, il n'y eut pas de Jeux à cause de la Première Guerre mondiale. Taylor s'était engagé dans la Royal Navy en 1914 et gardait la forme en nageant autour de bateaux quand ceux-ci étaient ancrés à Scapa Flow. Il était présent lors de la Bataille du Jutland. Une histoire populaire raconte que durant la bataille, le bateau sur lequel Taylor servait, le HMS St. Vincent fut coulé et les survivants durent attendre des heures avant d'être secourus, Taylor nageant et encourageant ses camarades. Toutefois, cette histoire n'est probablement qu'une légende car le HMS St. Vincent n'a pas été coulé pendant la bataille du Jutland. Taylor a ensuite été transféré sur le HMS Ramillies où il servit jusqu'à la démobilisation.
Après la guerre, Taylor revint à la natation. Il participa à la course de Morecambe Bay, la remportant huit fois en vingt ans et en détenant même le record. Taylor tenta d'égaler Matthew Webb en traversant la Manche mais échoua à cause des mauvaises conditions météorologiques. En 1920, à Anvers, il participa pour la dernière fois aux Jeux, aidant encore le relais britannique à remporter le bronze sur le 4 × 200 m nage libre.

### Après la natation

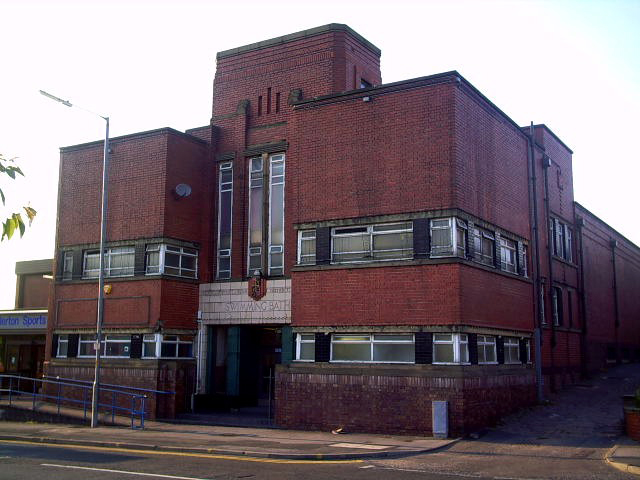
Après sa carrière olympique, Taylor a été un maître nageur aux Chadderton's swimming baths (image). Une plaque commémorative, blue plaque, y figure.

Taylor a continué les compétitions jusqu'à l'âge de quarante ans et se retira en 1926. Durant sa carrière, il a remporté plus de 35 trophées et 300 médailles. Il a subi un gros revers financier lorsque le Nudger, le pub qu'il possédait à Dobcross (en) dut fermer en raison de difficultés financières. Taylor devint ensuite maître nageur aux Chadderton Baths. Pour trouver de l'argent, il fut contraint de vendre la plupart de ses trophées. Il est mort à l'âge de 65 ans, le 28 février 1951, célibataire et sans argent,. Il a été incinéré et ses cendres dispersées dans le cimetière de Rochdale.
En 1969, Henry Taylor a été nommé à l'International Swimming Hall of Fame.
Les trophées remportés par Taylor ont été rassemblés et temporairement présentés aux Chadderton Baths. En 2002, une plaque commémorative, une blue plaque y a été posée.
En 2008, aux Jeux de Pékin, Rebecca Adlington devenait la première nageuse britannique depuis Taylor à remporter plus d'une médaille en une édition des Jeux.
Quelques jours plus tard, Chris Hoy égalait Taylor en remportant trois médailles d'or.

## Palmarès

### Jeux olympiques d'été
- Jeux olympiques de 1908 à Londres (Royaume-Uni)
  -  Médaille d'or sur 400 m nage libre
  -  Médaille d'or sur 1 500 nage libre
  -  Médaille d'or en relais 4 × 200 m nage libre
- Jeux olympiques de 1912 à Stockholm (Suède)
  -  Médaille de bronze en relais 4 × 200 m
- Jeux olympiques de 1920 à Anvers (Belgique)
  -  Médaille de bronze en relais 4 × 200 m

### Jeux olympiques intercalaires
- Jeux olympiques intercalaires de 1906 à Athènes (Grèce)
  -  Médaille d'argent sur 400 nage libre
  -  Médaille d'or sur le mile nage libre
  -  Médaille de bronze en relais 4 × 250 m nage libre

## Sources
- (en) Cet article est partiellement ou en totalité issu de l’article de Wikipédia en anglais intitulé « Henry Taylor (swimmer) » (voir la liste des auteurs).